# Ad honorem
Ad honorem (en latín: "para honor") es una locución latina que se usa para caracterizar cualquier actividad que se lleva a cabo sin percibir retribución económica alguna, o bien, para referirse a un cargo meramente honorífico. Literalmente, significa "por la honra, el prestigio o la satisfacción personal que la tarea brinda". Aunque algunos lo usan con el mismo sentido, no es correcto el término ad honores.
También se usa al mismo efecto otra frase latina pro bono, que significa literalmente por el bien.